# Ministère des Mines et de l'Énergie (Colombie)
Le Ministère des Mines et de l'Énergie (espagnol : Ministerio de Minas y Energía) est le ministère colombien qui s'occupe de la régulation de l'industrie minière et du secteur de l'énergie.